# Ferenc Kiefer
Ferenc Kiefer (ur. 24 maja 1931 w Apatinie, zm. 21 listopada 2020 w Budapeszcie) – węgierski językoznawca. Zajmował się językoznawstwem generatywnym (zwłaszcza składnią), morfologią, semantyką i pragmatyką.
Autor publikacji nt. teorii presupozycji, formalnych i semantycznych właściwości aspektu oraz natury wyrazów złożonych.

## Życiorys
Studiował matematykę i fizykę na Uniwersytecie Segedyńskim. Zainteresował się dialektami niemieckimi, a ostatecznie językoznawstwem ogólnym. Studiował języki niemiecki i francuski. W 1971 r. obronił pracę kandydacką; w 1977 r. uzyskał doktorat.
W latach 1992–2001 dyrektor Instytutu Językoznawstwa Węgierskiej Akademii Nauk.
Laureat Nagrody Széchenyiego (Széchenyi-díj) i Złotego Medalu Węgierskiej Akademii Nauk. Profesor emeritus Uniwersytetu Loránda Eötvösa. Doktor honoris causa uczelni w Sztokholmie, Paryżu i Segedynie.
Członek korespondent (1987) i członek zwyczajny (1995) Węgierskiej Akademii Nauk. Członek Academia Europaea, Austriackiej Akademii Nauk oraz Europejskiej Akademii Nauk i Sztuk w Paryżu.